# Бібліографічна консультація
Бібліографічна консультація  — відповідь на разовий інформаційний запит, що орієнтує в інформаційних ресурсах, містить поради щодо самостійного використання шляхів, засобів і методів бібліографічного пошуку (у тому числі в електронному середовищі) щодо змісту, структури та використання фондів і ДБА бібліотек та інформаційних центрів; містить рекомендації з правил бібліографічного опису документів й складання бібліографічних записів, застосування чинних стандартів, методики оформлення бібліографічного списку документів.
Бібліографічна консультація є формою довідково-бібліографічного обслуговування, допомога користувачу в отриманні навичок пошуку бібліографічної інформації, користуванні бібліографічними посібниками, опановуванні основами бібліотечно-бібліографічних знань.